# Медресе Нодир-Диван-Беги
.
Медресе Нодир-Диван-Беги — медресе в Бухаре, входящее в архитектурный ансамбль XVI—XVII веков Ляби-хауз. Медресе было построено в 1622—1623 гг. визирем Имамкули-хана узбекским сановником Надиром Диван–беги в качестве караван-сарая, но в дальнейшем было переоборудовано в медресе. В 1993 г. медресе вместе с другими памятниками исторического центра Бухары включено в список Всемирного наследия ЮНЕСКО.

## Архитектура и расположение
Медресе Надир-Диван Беги находится в восточной части площади Ляби-хауз, напротив ханаки Надир-Диван-Беги, таким образом, образуя с ханакой кош. На центральной линии коша находится хауз Диван-Беги. На переделку медресе из карван-сарая указывает планировка здания: в ней отсутствует типичный для медресе лекционный зал, а вокруг внутреннего двора находятся одни худжры. В архитектуре Средней Азии, как правило, вместо главного входа на оси портала помещают решётчатое окно, а портал расходится в разные крылья здания. Однако, в медресе Нодир-Беги узкий вход ведет прямо во внутренний двор. Портал медресе украшают мозаичные изображения ланей и двух птиц симургов, которые смотрят на солнце. Остатки мозаик видны и на боковых фасадах.

## Интересные факты
По легенде, Надир диванбеги планировал открыть караван-сарай и хорошенько подзаработать: площадь Ляби-хауз была в то время оживлённой торговой площадью, поэтому от постояльцев не было бы отбоя. Но вышла накладка: во время открытия хан Имамкули в силу своих причин назвал сооруженное медресе духовным училищем. В итоге Надир диванбеги расстался с планами подзаработать и отдал здание верующим, тем более, что оно находилось напротив ханаки, построенной тем же незадачливым диванбеги. Впрочем, это не прошло даром и Надир заслужил славу большого мецената и защитника ислама.